# Muskö (localité)
Pour les articles homonymes, voir Muskö.
Muskö est une localité de Suède dans la commune de Haninge située dans le comté de Stockholm. Elle est située sur l'île de même nom.
Sa population était de 258 habitants en 2019.